# OBject EXchange
OBEX (afkorting van: OBject EXchange, ook wel IrOBEX genoemd) is een communicatieprotocol die de uitwisseling van binaire objecten tussen apparaten verzorgt. Het wordt onder meer gebruikt voor applicaties die gebruikmaken van infrarood en bluetooth.
Het protocol wordt onderhouden door de Infrared Data Association, maar is ook geadopteerd door de Bluetooth Special Interest Group en de SyncML tak van de Open Mobile Alliance (OMA). Een van de vroegste populaire applicaties van OBEX was in de Palm III pda. Met OBEX kon deze PDA visitekaartjes, data en zelfs applicaties uitwisselen met andere apparaten.
Hoewel OBEX oorspronkelijk voor infrarood was ontwikkeld, is het later ook door bluetooth geadopteerd en wordt het ook over RS-232, USB, WAP en in apparaten zoals Livescribe smartpens gebruikt.